# Pleins Feux sur l'archange
Pour plus de détails, voir Fiche technique et Distribution.
Pleins Feux sur l'archange (titre original : « L’arcangelo »), est un film italien réalisé en 1969 par Giorgio Capitani

## Synopsis
L'avocat Fulvio Bertuccia rencontre la belle Gloria Bianchi. D'aventures en faux meurtres, il parviendra devant le grand industriel Marco Tarochi Roda et son épouse avant de devenir leur serviteur. Mais parmi tous les crimes fantaisistes,  il y en a un vrai.

## Fiche technique
- Titre français : Pleins Feux sur l'archange ou Les Femmes sont dangereuses[1]
- Titre original : L’arcangelo
- Réalisation : Giorgio Capitani
- Scénario : Adriano Baracco, Giorgio Capitani
- Production : Fair Film
- Montage : Sergio Montanari
- Photographie : Stelvio Massi
- Musique : Piero Umiliani
- Date de sortie : 1969
- Genre : Comédie
- Durée : 106 minutes
- Pays : Italie
- Dates de sortie :
  - Allemagne : 12 octobre 1969
- Affiche : Giuliano Nistri (Italie)

## Distribution
- Vittorio Gassman : Fulvio W. Bertuccia
- Pamela Tiffin : Gloria Bianchi
- Irina Demick : Madame Tarocchi Roda
- Adolfo Celi : Marco Tarocchi Roda
- Carlo Delle Piane : Ninetto
- Tom Felleghy : Fabris
- Laura Antonelli : Elena
- Jacques Stany : Professeur Crescenzi
- Antonio Guidi
- Carlo Pisacane
- Carlo Baccarini
- Mario De Rosa
- Gioia Desideri
- Gianni Pulone
- Pippo Starnazza
- Juan Valejo